# Palazzo Giglioli
Palazzo Giglioli, è un edificio novecentesco che si trova a Ferrara in corso della Giovecca al civico 150. È stato sede della fondazione Ermitage Italia.

## Storia
Venne edificato sul centrale corso della Giovecca all'inizio del XX secolo dalla nobile famiglia Giglioli, già attiva da tempo nella città di Ferrara, su un'ampia area che comprende anche un parco ed una palazzina in stile Liberty. Dal 2007 è stato sede della Fondazione Ermitage in Italia, collegata all'Ermitage di San Pietroburgo e quindi ha ospitato diverse esposizioni. La fondazione è stata pochi anni dopo trasferita nella nuova sede di Venezia, alle Procuratie.

## Descrizione
Il prospetto principale si affaccia sul corso della Giovecca, quasi di fronte alla chiesa di Santa Chiara Vergine, e si presenta in un elegante stile neoclassico, con un portale arricchito da un balcone posto al primo piano. Oltre al palazzo la struttura comprende un'area verde, adiacente al vicino parco Pareschi, e una palazzina in stile Liberty.